# Яків Седовський
Я́ків Седо́вський (?, Львівщина — ?, імовірно, Венеція) — староукраїнський письменник, поет XVII століття.

## Життєпис
За припущеннями Я. Головацького і К. Студинського, Яків Седовський народився на Львівщині. Освіту здобув в «Академії Патавській» (Падуанському університеті), головному навчальному закладі Венеційської республіки. Проте за твердженням Івана Франка, поет навчався у Венеції.
Належав до православної «венецької братії» Братства святого мученика Христова Георгія при церкві Сан-Джорджо дей Гречі. Писав давньоукраїнською мовою («діалектом словенським»).
Серед творів Я. Седовського дослідникам відомий панегірик «Анатима тис тімис» («Дарунок пошани»), виданий друкарнею Марка Гінамма у Венеції 1641 року. Ориґінал до наших днів не зберігся. Вірш написано з нагоди присвоєння ступеня доктора філософії випускникові Падуанського університету, львів'янину Григорію Кирницькому.
Окрім того, поет у панегірику склав подяку митрополиту Філадельфійському Афанасію Валеріянові, «венеціянам», братії і ктиторам православної Георгіївської церкви, які молитовно і матеріально допомагали Кирницькому та іншим православним українцям здобути освіту. Відомо, що серед випускників Падуанського університету у XVII сторіччі було багато вихідців з України: Станіслав Оріховський, Василь Русянович, Павло Боїм, Іван Курцевич-Булига (сподвижник гетьмана Петра Конашевича-Сагайдачного), Станіслав Морозенко (згодом полковник і соратник Богдана Хмельницького) та інші.